# Cuộc đua xe đạp tranh Cúp truyền hình Thành phố Hồ Chí Minh 2008
Cuộc đua xe đạp toàn quốc tranh Cúp truyền hình Thành phố Hồ Chí Minh 2008 là giải đấu lần thứ 20 của Cuộc đua xe đạp toàn quốc tranh Cúp truyền hình Thành phố Hồ Chí Minh do Ban Thể dục - Thể thao, Đài Truyền hình Thành phố Hồ Chí Minh và Tổng cục Thể dục thể thao Việt Nam phối hợp tổ chức, diễn ra từ ngày 12 tháng 4 đến ngày 30 tháng 4 năm 2008. Cuộc đua gồm 18 chặng với tổng lộ trình 2237 km, bắt đầu với chặng đua vòng quanh hồ Hoàn Kiếm (Hà Nội) và kết thúc tại Hội trường Thống Nhất (Thành phố Hồ Chí Minh). Tổng cộng có 16 đội đua tham gia cuộc đua lần này, bao gồm 12 đội trong nước và 4 đội quốc tế.
Từ cuộc đua lần này, giải quay trở lại lộ trình trong nước. Đây là lần đầu tiên cuộc đua có lộ trình sang các tỉnh còn lại của Tây Nguyên như Gia Lai, Đắk Lắk.

## Công bố
| Giải thưởng         | Tiền thưởng     |
| ------------------- | --------------- |
| Áo vàng             | 80.000.000 đồng |
| Áo chấm đỏ          | 40.000.000 đồng |
| Áo xanh             | 30.000.000 đồng |
| Áo trắng            | 10.000.000 đồng |
| Đồng đội chung cuộc | 50.000.000 đồng |
| Đội phong cách      | 20.000.000 đồng |

Thông tin về Cuộc đua xe đạp toàn quốc tranh Cúp Truyền hình Thành phố Hồ Chí Minh 2008 được công bố vào đầu tháng 4 năm 2008 trong một cuộc họp báo trước khi khởi tranh giải. Theo kế hoạch ban đầu, Ban tổ chức sẽ tổ chức cuộc đua lần này qua ba nước Đông Dương để đánh dấu cột mốc 20 năm tổ chức cuộc đua, tuy nhiên về sau đã thay đổi thành lộ trình trong nước. Ban tổ chức đã công bố lộ trình cuộc đua với tổng cự ly 2237 km.
Đài Truyền hình Thành phố Hồ Chí Minh cho biết việc tổ chức này nhằm kỷ niệm 20 năm cuộc đua ra đời; đồng thời hướng tới kỷ niệm 33 năm ngày Giải phóng miền Nam - Thống nhất đất nước, 122 năm ngày Quốc tế Lao động, 118 năm Ngày sinh của Chủ tịch Hồ Chí Minh.

## Danh sách tham dự
Cuộc đua lần thứ 20 quy tụ các đội đua:
- Bảo vệ Thực vật An Giang (BAG)
- Bảo vệ Thực vật Sài Gòn (BSG)
- Viễn thông Bến Tre (VBT)
- Cấp thoát nước môi trường Bình Dương (CBD)
- Phân bón Cò bay Cần Thơ (PCC)
- Dofilm Thành phố Hồ Chí Minh (DOF)
- Domesco Đồng Tháp (DDT)
- Hà Nội (HAN)
- Thương mại - Dịch vụ Phước Lợi, Thừa Thiên Huế (PLH)
- Quân Đội (QDI)
- Quân khu 7 (QK7)
- Vĩnh Long (VLG)
- Nông nghiệp Sài Gòn - Pakse - Champasak (SGP)
- Seoul, Hàn Quốc (KOR)
- Quảng Tây, Trung Quốc (CHN)
- Malaysia (MAS)

## Lộ trình và kết quả từng chặng
| Chặng | Ngày       | Đoạn đường                                                | Khoảng cách            | Kết quả từng chặng              | Kết quả từng chặng              | Kết quả từng chặng       |
| Chặng | Ngày       | Đoạn đường                                                | Khoảng cách            | Nhất                            | Nhì                             | Ba                       |
| ----- | ---------- | --------------------------------------------------------- | ---------------------- | ------------------------------- | ------------------------------- | ------------------------ |
| 1     | 12 tháng 4 | Vòng đua quanh Hồ Hoàn Kiếm (Hà Nội) (30 vòng x 1,7 km)   | 51 km                  | Mustarudin Muhamad Zamani (MAS) | Lê Văn Duẩn (DOF)               | Phạm Hoàng Anh Tâm (PCC) |
| 2     | 13 tháng 4 | Hà Nội đi Thanh Hóa                                       | 146 km                 | Bùi Minh Thụy (VLG)             | Nguyễn Nam Cực (DOF)            | Trịnh Phát Đạt (DDT)     |
| 3     | 14 tháng 4 | Thanh Hóa đi Vinh (Nghệ An)                               | 139 km                 |                                 |                                 |                          |
| 4     | 15 tháng 4 | Vinh đi Đồng Hới (Quảng Bình)                             | 190 km                 |                                 |                                 |                          |
| 5     | 16 tháng 4 | Đồng Hới đi Nghĩa trang Đường 9 Đông Hà (Quảng Trị)       | 108 km                 | Võ Thành Anh Khoa (CTH)         |                                 |                          |
| 6     | 16 tháng 4 | Nghĩa trang Đường 9 Đông Hà đi Huế                        | 75 km                  | Phạm Hoàng Anh Tâm (PCC)        |                                 |                          |
| ―     | 17 tháng 4 | Nghỉ tại Huế                                              | Nghỉ tại Huế           | Nghỉ tại Huế                    | Nghỉ tại Huế                    | Nghỉ tại Huế             |
| 7     | 18 tháng 4 | Vòng đua quanh Đại nội Huế                                | 54 km                  | Mai Công Hiếu (DDT)             | Mustarudin Muhamad Zamani (MAS) | Đặng Trung Hiếu (PCC)    |
| 8     | 19 tháng 4 | Huế đi Đà Nẵng                                            | 110 km                 | Nguyễn Văn Hiền (BAG)           | Đinh Quốc Việt (DDT)            |                          |
| 9     | 20 tháng 4 | Đà Nẵng đi Quảng Ngãi                                     | 128 km                 |                                 |                                 |                          |
| 10    | 21 tháng 4 | Quảng Ngãi đi Quy Nhơn (Bình Định)                        | 175 km                 |                                 |                                 |                          |
| 11    | 22 tháng 4 | Quy Nhơn đi Pleiku (Gia Lai)                              | 167 km                 |                                 |                                 |                          |
| 12    | 23 tháng 4 | Pleiku đi Buôn Mê Thuột (Đắk Lắk)                         | 180 km                 |                                 |                                 |                          |
| ―     | 24 tháng 4 | Nghỉ tại Buôn Mê Thuột                                    | Nghỉ tại Buôn Mê Thuột | Nghỉ tại Buôn Mê Thuột          | Nghỉ tại Buôn Mê Thuột          | Nghỉ tại Buôn Mê Thuột   |
| 13    | 25 tháng 4 | Buôn Mê Thuột đi Nha Trang (Khánh Hòa)                    | 190 km                 | Aziiz Mohd Saiful Anuar (MAS)   | Đỗ Tuấn Anh (DDT)               |                          |
| 14    | 26 tháng 4 | Nha Trang đi Phan Rang (Ninh Thuận)                       | 102 km                 |                                 |                                 |                          |
| 15    | 27 tháng 4 | Phan Rang đi Đà Lạt (Lâm Đồng) (đèo Ngoạn Mục, đèo Prenn) | 110 km                 | Đặng Trung Hiếu (PCC)           |                                 |                          |
| 16    | 28 tháng 4 | Vòng đua quanh Hồ Xuân Hương (Đà Lạt) (10 vòng x 5,1 km)  | 51 km                  |                                 |                                 |                          |
| 17    | 29 tháng 4 | Đà Lạt đi Bảo Lộc (Lâm Đồng)                              | 101 km                 |                                 |                                 |                          |
| 18    | 30 tháng 4 | Bảo Lộc đi Thành phố Hồ Chí Minh                          | 161 km                 | Aziiz Mohd Saiful Anuar (MAS)   | Lê Văn Duẩn (DOF)               | Đặng Phước Hòa (HAN)     |

## Xếp hạng chung cuộc
|               | Nhất                 | Nhì                  | Ba                   | Tham khảo |
| ------------- | -------------------- | -------------------- | -------------------- | --------- |
| Áo vàng       | Nguyễn Văn Đức (BAG) | Bùi Minh Thụy (VLG)  | Ngọc Ẩn (CBD)        | [ 10 ]    |
| Áo chấm đỏ    | Trịnh Phát Đạt (DDT) | Trịnh Phát Đạt (DDT) | Trịnh Phát Đạt (DDT) | [ 10 ]    |
| Áo xanh       | Lê Văn Duẩn (DOF)    | Đỗ Tuấn Anh (DDT)    | Thành Nhân (DOF)     | [ 10 ]    |
| Áo trắng      | Bùi Minh Thụy (VLG)  | Bùi Minh Thụy (VLG)  | Bùi Minh Thụy (VLG)  | [ 10 ]    |
| Giải đồng đội | Domesco Đồng Tháp    | Dofilm TP.HCM        | Quân khu 7           | [ 10 ]    |

## Truyền hình
Các chặng đua được truyền hình trực tiếp trên các kênh HTV9, VTV3 và HTV2.

## Nhà tài trợ
- Tân Hiệp Phát
- Thép Pomina